# 希龍

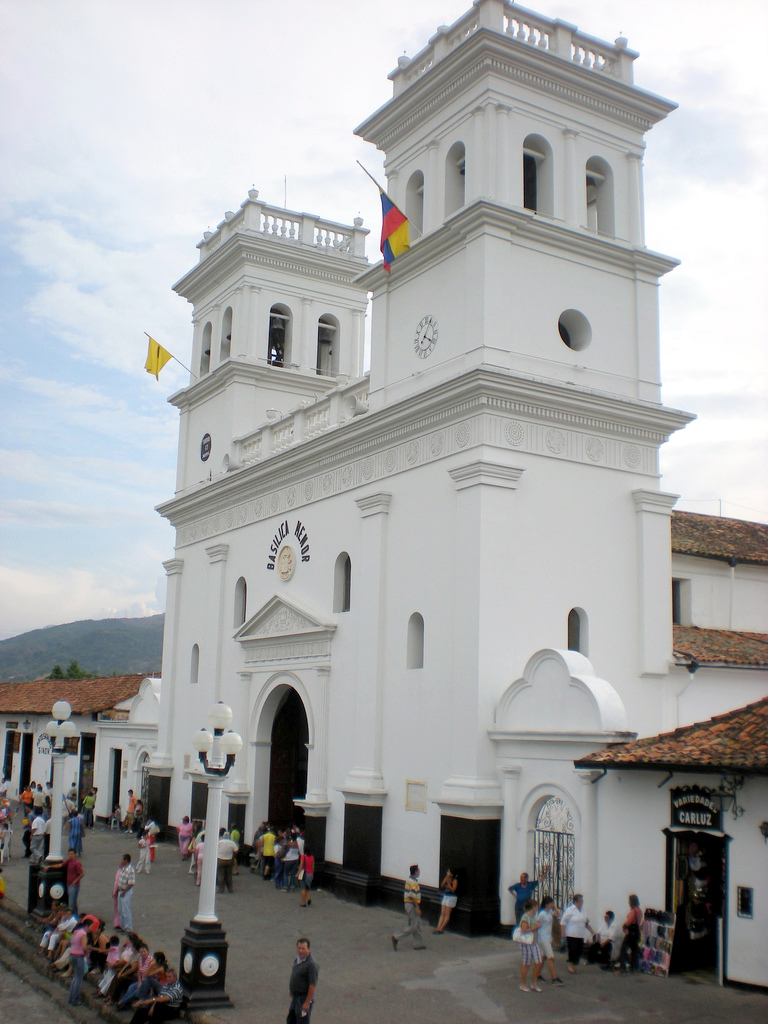

希龍是哥倫比亞的城鎮，位於該國北部，由桑坦德省負責管轄，距離首都波哥大373公里，始建於1631年1月15日，面積475平方公里，海拔高度775米，2005年人口135,531。